# 피에르현

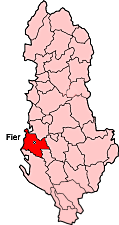
피에르 현의 위치

피에르현(알바니아어: Rrethi i Fierit)은 알바니아를 구성하는 36개 현 가운데 하나로, 현청 소재지는 피에르이며 면적은 850km2, 인구는 200,000명(2004년 기준)이다. 행정 구역상으로는 피에르주에 속한다.